# Bengt Andersson Råssbyn
Bengt Andersson, artistnamn som konstnär Bengt Andersson Råssbyn, född 31 augusti 1931 i Göteborg, Majorna, död 24 oktober 2008, var en svensk jazzmusiker och konstnär.

## Biografi
Andersson studerade konst vid Svenska Slöjdföreningen i Göteborg, Gerlesborgsskolan och i Spanien. Som konstnär signerade han sina tavlor med namnet Bengt Andersson Råssbyn.

### Musik
Andersson bildade sin första musikgrupp på 1970-talet. 1980 startade han en kvintett tillsammans med Ulf Bandgren, Raymond Karlsson och Per-Ola Gadd som turnerade runt i Sverige och gjorde 1983 en lovordad LP kallad Vackert Väder.
I slutet av 1990-talet var han med och bildade kvartetten Jazz and Art tillsammans med Sten Löfman, Clas Engwall och Gunnar Petersson. Kvartetten fick sitt namn av att de på scenen ibland mixade poesi, visor och live-måleri.  
I början av 2000-talet började han uppträda med gruppen Painters. Konserterna med gruppen utformades på följande sätt: Ett konstverk producerades på en målarduk och under tiden spelade gruppen sin musik, där det var Andersson som stod för konstverksproduktionen.  
Tillsammans med Torbjörn Gulz (piano), Filip Augustsson (kontrabas) och Sebastian Voegler (trummor) bildade han gruppen Bengt Andersson Quartet. Kvartettens musik utgick från 1940- och 1950-talets bop och coolstilar. I november 2008 – postumt för Andersson – utgavs en cd-skiva med Olle Adolphsons musik. Som musiker räknades Andersson som en av Sveriges vassaste jazzmunspelare.
Bengt Andersson avled 2008 efter en hjärtattack efter en spelning på jazzklubben Nefertiti i Göteborg där gruppen Painters på sedvanligt sätt hade genomfört en konsert där ett konstverk också producerades.

### Måleri
1962 fick Andersson arbete som dekoratör i Kungshuset, och flyttade med sin familj till Uddevalla. 1967 debuterade han som konstnär på dåvarande galleriet Nyttokonst i Uddevalla, och hade varje sommar sedan 1971 konstutställningar i sitt hem i Råssbyn tillsammans med hustrun Anne-Marie. Anderssons sista konstprojekt blev Tatiutställningen på Fregatten i Stenungsund, där flera scener ur Tatis filmer gestaltades, bland annat Mon Oncle och Semestersabotören. 
Andersson finns representerad på Länsmuseerna i Umeå, Örebro, Kristianstad och Uddevalla, konsthallarna i Göteborg, Umeå, Västerås, Eskilstuna, Stockholm, Uppsala och Katrineholm, kulturhusen i Västra Frölunda, Angered och Trollhättan, och Sveriges Radio TV samt vid Örebro läns landsting.

### Familj
Bengt Andersson var gift med konstnären Ann-Marie Andersson. Han var bror till den svenske konstnären Lars Bjönni Andersson. 